# Élections législatives iraniennes de 2016
Les élections législatives iraniennes de 2016 ont lieu les 26 février et 29 avril 2016 afin de renouveler les 290 membres du Madjles, le parlement iranien.

## Système électoral
Les 290 députés du Madjles sont élus pour quatre ans au suffrage universel direct. Cinq sièges réservés ont vocation à représenter les minorités confessionnelles reconnues : zoroastriens, juifs,  chrétiens chaldéens et arméniens (un siège pour les arméniens du Nord du pays, et un pour ceux du sud).
Les 285 députés restants sont élus au scrutin majoritaire à deux tours dans 207 circonscriptions uninominales ou plurinominales en fonction de leur population. Dans les circonscriptions uninominales, est élu le candidat arrivé en tête s'il passe le seuil électoral de 25 % des suffrages exprimés. À défaut, un second tour est organisé entre les deux candidats arrivés en tête, et celui obtenant le plus de voix est déclaré élu. 
Dans les circonscriptions plurinominales, les électeurs votent pour autant de candidats qu'il y a de sièges à pourvoir, et ceux arrivés en tête sont élus s'ils rassemblent également plus de 25 % des suffrages. Dans le cas contraire, un second tour est organisé où seuls peuvent participer les candidats arrivés en tête au premier dans la limite du double du nombre de sièges a pourvoir, et ceux obtenant le plus de voix sont élus. S'il n'y a pas assez de candidats pour organiser un second tour avec ce ratio candidats/sièges de deux pour un, le premier tour est considéré valide et les candidats arrivés en tête sont élus.

## Résultats
| Alliance                 | Alliance                                                            | Voix       | %     | Sièges |
| ------------------------ | ------------------------------------------------------------------- | ---------- | ----- | ------ |
|                          | Liste de l'espoir (en) - Parti de la modération et du développement | 13 333 561 | 41,72 | 121    |
|                          | Coalition des principlistes                                         | 9 146 849  | 28,62 | 83     |
|                          | Coalition de la voix du peuple                                      | 1 211 270  | 3,80  | 11     |
|                          | Indépendants                                                        | 8 267 959  | 22,41 | 65     |
|                          | Soutenus par les principlistes et les réformistes                   |            | 1,03  | 3      |
|                          | Minorités religieuses                                               |            | 1,73  | 5      |
|                          |                                                                     |            |       |        |
| Total                    | Total                                                               | 33 847 117 | 100   | 290    |
| Abstention               | Abstention                                                          | 21 067 907 | 38,36 |        |
| Inscrits / participation | Inscrits / participation                                            | 54 915 024 | 61,64 |        |

## Analyse
Le résultat du scrutin est perçu comme une victoire pour les modérés du régime, plus que pour les réformateurs.